# Billboard Hot 100

Logotipo de Billboard.

La Billboard Hot 100 es una gran lista de éxitos musicales de los 100 sencillos más populares en Estados Unidos, que ayuda a promover la industria musical nacional e internacional, y se define como la más importante de las listas de Billboard junto con la Billboard 200. La publicación de la lista se realiza semanalmente a través de la revista Billboard, y también vía Internet. La clasificación de lista se basa en las ventas (físicas y digitales), el streaming y la difusión radial en los Estados Unidos.
Elvis Presley fue durante varios años quien lideró el Hot 100 como el artista musical con mayor cantidad de canciones acumuladas en la lista con un total de 108. Actualmente Drake es el artistas con mayor número de éxitos musicales acumulados en Hot 100, con más de 330 canciones; aunque la carrera profesional de Presley precede a la creación del Hot 100 por al menos 4 años.
La primera canción en llegar al número uno fue «Poor Little Fool», de Ricky Nelson en 1958. Según el registro histórico oficial, dicho tema ocupó la primera posición específicamente el 4 de agosto de 1958. A partir de esa semana y hasta el 3 de agosto de 2019, el Billboard Hot 100 ha tenido 1175 números uno diferentes, de las cuales la canción con más semanas en la cima del listado es «Old Town Road», interpretada por Lil Nas X con Billy Ray Cyrus y «A Bar Song (Tipsy)» de Shaboozey, quienes ostentan el récord de la mayor cantidad de semanas en la primera posición, con un total de 19 consecutivas en 2019 y 2024. La canción con más semanas dentro del Hot 100 en la historia es «Lose Control» de Teddy Swims con un total de 102 semanas tras haber superado a «Heat Waves» de Glass Animals; que se mantuvo 91 semanas, ostentando el récord histórico. La única canción que permitió a un cantante debutar ya como n.º 1 es “Rich Men North of Richmond”, de Oliver Anthony.
La artista femenina que más sencillos número 1 ha logrado acumular en la actualidad es Mariah Carey, con 19; solo es superada por The Beatles, con 20.

## Historia
Lo que actualmente se conoce como Billboard Hot 100 ha existido desde hace más de 50 años con diferentes nombres, promoviendo a las ventas de sencillos básicamente enlistándolos semana tras semana, basándose en varias áreas de la costa este a la oeste de los Estados Unidos.
Entre los años 1930, años 1940 y los años 1950, los sencillos populares fueron enlistados en tres significativas publicaciones:
- Best Sellers in Stores (Los más vendidos en tiendas), enlistados como los sencillos más vendidos en tiendas al por menor, reportados por mercaderes, examinados por todo el país (20 a 50 posiciones).
- Most Played by Jockeys (Las más tocadas por los locutores), enlistadas como las canciones más sonadas en las estaciones de radio estadounidenses, reportadas por DJs y estaciones de radio (20 a 25 posiciones).
- Most Played in Jukeboxes (Las más tocadas en las rocolas), enlistadas las canciones más sonadas en los tocadiscos a través de los Estados Unidos (20 posiciones). Ésta fue una de las principales formas de medir la popularidad de las canciones entre las generaciones más jóvenes que escuchaban música, por esta razón, algunas estaciones de radio resistieron anexar el rock and roll a sus listas musicales por algunos años.

Además, oficialmente las tres listas tuvieron igual "peso" en cuanto a importancia se refiere, algunos historiadores aseguran que la lista Best Sellers in Stores fue tomada como referencia para crear el Hot 100. Con el tiempo, Billboard creó una cuarta lista de popularidad de sencillos que combinaba todos los aspectos de las otras tres listas (ventas, radio y actividad en los tocadiscos), basada en un sistema de puntuación que le dio a las ventas más peso que a la radio (se empezó a utilizar el término airplay). En la edición del 12 de noviembre de 1955, Billboard publicó el Top 100 por primera vez. Las listas Best Sellers in Stores, Most Played by Jockeys y Most Played in Jukeboxes continuaron para ser publicadas concurrentemente en la nueva lista llamada simplemente Top 100.
El 17 de junio de 1957, Billboard descontinuó la lista Most Played in Jukeboxes, porque se debilitó debido a que las estaciones de radio empezaron a incorporar cada vez más a la música rock en sus listas musicales. Al finalizar la semana del 28 de julio de 1958 se dio a conocer la última publicación de la lista Most Played by Jockeys y el Top 100. El 4 de agosto de 1958, Billboard publicó una lista principal que incluía todos los géneros musicales: el Hot 100. La nueva lista rápidamente se convirtió en el «molde» de la industria musical y Billboard descontinuó la lista Best Sellers In Stores, con su última edición el 13 de octubre de 1958.
Billboard produce el Hot 100 hasta nuestros días, y sigue siendo la principal medida de popularidad y ventas en los Estados Unidos. El Hot 100 es todavía compilado por una combinación de la puntuación que obtiene una canción por radio y ventas (tanto al por menor como de manera digital).
Hay varios componentes de listas que contribuyen para el cálculo total del Hot 100. Los más significativos y representativos son mostrados a continuación:
- Hot 100 Airplay — (por Billboard) aproximadamente 1000 estaciones de radio a lo largo y a lo ancho de los EE. UU., «compuesta de formatos adulto contemporáneo, R&B, hip hop, country, rock, góspel, latino y cristiano, digitalmente monitoreadas las veinticuatro horas del día, los siete días de la semana. Las listas son valoradas por las impresiones de la audiencia, revisadas y monitoreadas por el número exacto de veces que la canción fue emitida por las estaciones de radio, la principal referencia que toma Billboard es la compañía-base de datos Arbitron».
- Hot 100 Singles Sales — (por Billboard) «la compilación de la cantidad de ventas en las tiendas al por menor, mercado en masa y ventas por Internet, compiladas y provistas por Nielsen SoundScan».
- Digital Songs — ventas digitales (descargas) monitoreadas por Nielsen SoundScan y son incluidas como parte del puntaje en ventas.
- Streaming Songs — una colaboración de Billboard, Nielsen SoundScan y National Association of Recording Merchandisers que mide las principales canciones y vídeos en las plataformas de servicio de música en línea.

## Hitos de los artistas

### Top 10 más exitosos de todos los tiempos (1958-2019)
| #  | Artista         |
| -- | --------------- |
| 1  | The Beatles     |
| 2  | Madonna         |
| 3  | Elton John      |
| 4  | Elvis Presley   |
| 5  | Mariah Carey    |
| 6  | Stevie Wonder   |
| 7  | Janet Jackson   |
| 8  | Michael Jackson |
| 9  | Whitney Houston |
| 10 | Rihanna         |

Fuentes:

## Compilación
La semana de seguimiento para ventas y streaming comienza el viernes y termina el jueves de la siguiente semana, en cambio la semana de seguimiento de reproducción de radio se ejecuta de lunes a domingo. Estos datos son compilados y lanzados al público el lunes. Cada lista tiene fecha posterior a la fecha de emisión del mismo, cuatro días después de que los gráficos se actualicen en línea (el sábado siguiente). Por ejemplo:
- Viernes 1: comienza la semana de seguimiento de ventas y streaming.
- Lunes 4: comienza la semana de seguimiento de radio.
- Jueves 7: termina la semana de seguimiento de ventas y streaming.
- Domingo 10: termina la semana de seguimiento de radio.
- Lunes 11: es publicado el top 10 de la lista.
- Martes 12: es liberado la totalidad de la lista, con fecha del sábado 16.

## Cambios en las políticas del Hot 100
Los métodos y políticas por los cuales la base de datos es obtenida y compilada, han cambiado muchas veces completamente la historia de la lista.
La llegada de los sencillos resultó ser, tanto para los historiadores como para el público, un gran impacto en la cultura popular, produjo incontables aportaciones, el objetivo principal del Hot 100 es apoyar a la industria musical, para reflejar la popularidad del "producto" (sencillos, álbumes, etc). Billboard ha cambiado (muchas veces) su metodología y políticas para dar el más exacto y preciso reflejo de lo que es popular. Un ejemplo muy básico de esto sería la proporción que se daba a las ventas y a la radio. Durante los primeros años del Hot 100, los sencillos fueron la manera de guiar a las personas sobre la música de los EE. UU. En el tiempo, cuando las ventas de sencillos fueron fuertes, más "peso" fue dado a la puntuación de las ventas al por menor de una canción que a la puntuación por radio.
Conforme las décadas pasaron, la industria musical se concentró más en las ventas de los álbumes que las ventas de los sencillos. Los músicos finalmente expresaron su tendencia creativa en la manera de álbumes con más duración y más canciones en vez de a los sencillos, y en los años 1990 muchas compañías discográficas detuvieron enteramente el lanzamiento de sencillos (ver Cortes de Álbumes, debajo). Con el tiempo, la puntuación de una canción por radio fue mayor y de más "peso" que sus ventas. Billboard ha ajustado la proporción de las ventas y la radio muchas veces, para reflejar de una manera más exacta la verdadera popularidad de las canciones.

### Sencillos con doble lado
Billboard además ha cambiado su políticas del Hot 100 con respecto a los "sencillos con doble lado" varias veces. Durante los periodos en los cuales las ventas de sencillos fueron fuertes, el Hot 100 permitió que ambos lados de un sencillo (lado A y lado B) enlistarse juntos (ocupando la misma posición simultáneamente), producto de que ambos lados del sencillo recibían un significante puntaje en radio. Las listas Pre-Hot 100 tomaban en cuenta los lados A y B juntos, quizá el más notable "Scream" / "Childhood" de Michael Jackson.
Con la edición del Hot 100 en 1958, los lados A y B del sencillo fueron enlistados por separado, todas las reglas fueron alteradas más tarde en los años 1960 y otra vez en los años 1980 y 1990. Puntos más complejos empezaron para surgir como el típico formato lado A y B de los sencillos cedieron para los formatos de 12 pulgadas y maxisencillos, muchos de los cuales contaron más que un lado B. Sin embargo, los problemas surgieron cuando, en varios casos, un lado B alcanzaría al lado A en popularidad, las compañías discográficas incitaron el lanzamiento de un nuevo sencillo, presentando el formato lado B como el lado A, junto con un "nuevo" lado B.
La introducción de cortes de álbumes en el Hot 100 puso fin al hit de los lados dobles para descansar permanentemente.

### Cortes de álbumes
Muchas de las políticas del Hot 100 han sido modificadas a través de los años, una regla siempre se mantiene constante: las canciones no fueron elegidas para entrar en el Hot 100 a menos de que estuvieran disponibles para comprarlas como un sencillo. Durante los años 1990, una expansión hacia una nueva dirección en la industria musical se dio, porque se promovieron canciones por radio sin ser lanzadas nunca como sencillos. Fue un temor para las principales compañías discográficas que los sencillos estuvieran fulminando las ventas de los álbumes, entonces fueron lentamente eliminando progresivamente ese sistema. Durante este periodo surgieron las acusaciones sobre la manipulación de la lista y de como las compañías retrasaban el lanzamiento del sencillo hasta que en la radio la canción alcanzara su apogeo. Algunos de los casos fueron tan estratégicos que la canción llegaba dentro del top diez del Hot 100, algunos otras debutaron en el número uno. En la mayoría de los casos, una discográfica borraba de su catálogo al sencillo en tan solo una semana, permitiendo que la canción entrara en el Hot 100, haciendo debuts altos y después un decline lento en posiciones.
Varias canciones se volvieron muy populares utilizando esta estrategia mercadotécnica, pero al mantener su regla de solo aceptar canciones con estatus de sencillo tardaron semanas en ascender, descendieron rápido o nunca entraron en el Hot 100. Muchas de estas canciones dominaron el Hot 100 Airplay por extensos períodos.
Debates y conflictos ocurrieron con más frecuencia, Billboard finalmente contestó a las peticiones de las compañías discográficas de los artistas incluyendo el sistema de sencillos únicamente por radio (o "cortes de álbumes") en el Hot 100. Una canción que no tiene un componente de ventas al por menor es aprobada para entrar en el Hot 100, si supera la posición 75 en el Hot 100 Airplay.

### Descargas digitales ystreaming
El Billboard Hot 100 actualmente toma en cuenta las descargas digitales de las principales tiendas musicales vía Internet, entre ellas destacan iTunes, Napster, Musicmatch o Rhapsody, entre otras. Se han añadido como ventas de la canción, las cuales se suman a los puntos por radio y ventas al por menor, muchas canciones se han beneficiado con este nuevo cambio en el sistema. Billboard inicialmente empezó a poner en mapa a las descargas en el 2003 con la lista llamada Hot Digital Tracks. Sin embargo, estas descargas no se tomaban en cuenta para el Hot 100 y esta lista presentaba cada versión de una canción por separado (la lista todavía existe, pero con el nombre de Digital Songs). Esta es la mayor «reparación» que ha tenido el Hot 100 desde diciembre de 1998.
Desde la lista de 11 de agosto de 2007, Billboard empezó a incorporar datos semanales de streaming. El 24 de marzo de 2012, Billboard estreno su lista de On-Demand Songs, y sus datos fueron incorporados a la ecuación que compila el Hot 100. En enero de 2013 se creó Streaming Songs que incluía servicios de radio streaming y streaming a pedido. En febrero de 2013 se agregaron los datos de YouTube tanto a la lista de Streaming como al Hot 100, provocando el ascenso al número uno de "Harlem Shake". Desde entonces la fórmula del Hot 100 está compuesto por datos de ventas digitales, streaming y radio.

### Remixes
Billboard ha tenido que responder al llamado de la industria musical y compañías discográficas, quienes alentaron al Hot 100 a que se consideraran canciones en versiones remix en su lista. Una considerable expansión a principios del tercer milenio estuvo enfocada en tomar en cuenta a un remix, el cual se caracteriza por tener alteraciones drásticas en la estructura y letra original de la canción, lo cual técnicamente se considera una "nueva canción". Bajo circunstancias normales, el puntaje por radio de una versión álbum de una canción, el "radio" mix y/o remix dance, etc. fueron todos combinados en una sola interpretación dentro del Hot 100, como la estructura, letra y melodía siguen intactas. Las críticas se iniciaron cuando las canciones pasaron a ser totalmente regrabadas para lograr un puntaje mayor a la versión original de la canción y ser lanzadas a las pocas semanas de que se lanzó la primera versión, de esta manera obtenían un puntaje reforzado por dos canciones que Billboard consideraba una sola. El primer ejemplo y quizá el más notable en este aspecto es el sencillo "I'm Real" de Jennifer López; originalmente entró en el Hot 100 en su versión álbum, y una "remix" fue relanzada con la colaboración del rapero Ja Rule. Esta nueva versión resultó ser más popular que la versión original ya que la versión remix llegó al número uno del Hot 100, gracias a que se sumaron los puntos de ambas canciones y se tomaron como una sola.
Billboard ahora separa los puntos que obtiene la canción de la radio de una versión original y de su versión remix, si el remix se considera una "nueva canción". Desde las administraciones de esta nueva regla, varias canciones han entrado dos veces, normalmente se le dan créditos como "Parte 1" y "Parte 2". La regla del remix es todavía vigente. En 2011 Rihanna entró en la lista con S&M como única cantante sin embargo semanas después se posicionó en el número uno en la versión Remix con Britney Spears. Otro caso similar es el de la misma Britney Spears y su canción "Till the World Ends" que entró con su versión normal, pero luego volvió a entrar en su versión The Femme Fatale Remix.

### Recurrentes
Billboard, en un esfuerzo para que la lista siga tan actual como sea posible y dar una representación apropiada para los nuevos artistas y canciones, desde 1991 ha eliminado títulos del Hot 100 que han llegado a un cierto número de semanas en la lista. Recurrentemente este aspecto ha sido modificado en varias ocasiones y actualmente (26 de marzo de 2012), una canción es permanentemente movida a un "estatus recurrente" si ha sobrepasado las 20 semanas en el Hot 100 y caído por debajo de la posición 50. Además las canciones en descenso se eliminan de la lista si se ubican por debajo del número 25 después de 52 semanas. Las excepciones son hechas en relanzamientos y repentinamente resurge la popularidad de la canción que ha tomado mucho tiempo para ganar tal éxito. Estos raros casos últimamente son determinado por los responsables y la producción de Billboard pero bien fundados.

### Ajuste de la semana de seguimiento
Billboard modificó su semana de seguimiento para ventas, streaming y reproducción de radio para cumplir con una nueva Fecha de lanzamiento global, que ahora cae los viernes en todos los territorios del mercado principal (el producto de los Estados Unidos se lanzó anteriormente los martes antes de junio de 2015). Este cronograma de seguimiento modificado entró en vigencia en la edición del 25 de julio de 2015.

## Limitaciones
Las limitaciones del Hot 100 han incrementado en importancia a través del tiempo. Desde que el Hot 100 se basaba en ventas de sencillos, como los sencillos se han convertido en una forma menos común de lanzar una canción, la base de datos del Hot 100 ha representado una limitación en ventas. Sin embargo, la historia de la música popular muestra casi notables fracasos en la lista como no importan las posiciones en la lista, algunos críticos han argumentado que el énfasis en un número limitado de sencillos ha distorsionado los esfuerzos del desarrollo de la industria musical, casi toda la mayoría de las críticas que hay del Hot 100 son sobre sus soportes. Muchas de estas críticas recientes, sin embargo, están llegando menos frecuentemente, ya que las ventas de las descargas digitales han revitalizado el concepto de "ventas de los sencillos”.

## Listas de Fin de Año
Cada fin de año, Billboard publica sus listas de fin de año, esta compila el total de puntos acumulados de todas las canciones que estuvieron en el Hot 100 desde diciembre del año pasado hasta diciembre del año en curso. Las canciones en la cima del listado al momento del cambio de año en noviembre/diciembre muchas veces terminan apareciendo también en la lista del año siguiente pero a una clasificación menor a la esperada, puesto que sus puntos son divididos entre los dos años.No es una persona de semana Fragmento Fragmento del amor de semana.

## Información adicional
- El Hot 100 sirvió por muchos años como base de datos principal para el conteo regresivo semanal del programa de radio American Top 40. Está relación terminada en 1995, aunque el 30 de noviembre de 1991 American Top 40 utilizó solo el lado radio del Hot 100 (para incluir canciones que al mismo tiempo, fueron inelegibles por el Hot 100 porque ya había finalizado la promoción comercial del sencillo). Debido a la extrema limitante del número mayor de listas de radio, pocas se hicieron llamar estaciones "Top 40" en las más recientes décadas tocarían de lleno a la música pop, rock, R&B y country (y otros géneros) se representaron en un típico top 40 semanal del Hot 100.

- Una nueva lista, el Pop 100, ha sido creada por Billboard para responder a las críticas acerca de que el Hot 100 fue perdiendo 'preferencia' en favor a las canciones con influencia rítmica, pues por toda su existencia, el Hot 100 fue visto primordialmente como una lista pop, debido a que a finales de los años 1990 y principios de milenio tal género tuvo una "explosión masiva" en la música. Sin embargo, en los últimos cinco años la lista del Hot 100 ha estado liderada por hits número uno del género R&B, rap y hip hop; como una respuesta a las constantes quejas se creó el Pop 100.

- Para más trivialidades y estadísticas del Hot 100, véase la lista de éxitos y trivialidades del Hot 100.

## Bubbling Under Hot 100 Singles
El Bubbling Under Hot 100 enlista las canciones que quedan por debajo del número 100 de la lista y consta de 25 posiciones. La casilla número 1 del Bubbling under vendría siendo la casilla 101 del Hot 100.

## Números uno por año
- 1936
- 1937
- 1938
- 1939

- 1940
- 1941
- 1942
- 1943
- 1944
- 1945
- 1946
- 1947
- 1948
- 1949

- 1950
- 1951
- 1952
- 1953
- 1954
- 1955
- 1956
- 1957
- 1958
- 1959

- 1960
- 1961
- 1962
- 1963
- 1964
- 1965
- 1966
- 1967
- 1968
- 1969

- 1970
- 1971
- 1972
- 1973
- 1974
- 1975
- 1976
- 1977
- 1978
- 1979

- 1980
- 1981
- 1982
- 1983
- 1984
- 1985
- 1986
- 1987
- 1988
- 1989

- 1990
- 1991
- 1992
- 1993
- 1994
- 1995
- 1996
- 1997
- 1998
- 1999

- 2000
- 2001
- 2002
- 2003
- 2004
- 2005
- 2006
- 2007
- 2008
- 2009

- 2010
- 2011
- 2012
- 2013
- 2014
- 2015
- 2016
- 2017
- 2018
- 2019

- 2020
- 2021
- 2022
- 2023
- 2024
- 2025